# Szellemkép Szabadiskola
A Szellemkép Szabadiskola alapítványi formában működtetett nyitott művészeti iskola, ahol 1994 óta folyik kétszakos fotográfus és filmes képzés.

## Története
A Szellemkép Alapítvány által működtetett Szellemkép Szabadiskola 1994 óta végez fotográfiai és filmes művészeti oktatást, egymásra épülő, de önállóan, egyes egységekben is elvégezhető, alap- közép- és felső fokon. Az alapítvány ösztöndíjakkal, pályázatokkal is segíti a legtehetségesebbeket.
Az első félévben alapozó képzés zajlik, a következő két félév adja az önálló munkára már alkalmas tudást. Tematikus blokkok váltogatják egymást, mint riport, portré és divatfotó. A diplomamunkát megelőzően már egymástól teljesen eltérő irányzatokat képviselő fotósok, művészek mutatkoznak be az iskolában. Használatban vannak a digitális mellett az analóg és a régi archaikus kézműves technikák is. Az iskolára jellemző a folyamatos műhelymunka.
1989 óta az iskola adja ki a Szellemkép Művészeti Folyóiratot, mely fő tematikája a fotográfia és a társművészetek. A lap a hazai kortárs művészeti életbe nyújt betekintést. 2010-től a folyóirat online formában működik.

## Fotós képzések
Moduláris fotós képzések zajlanak, azaz egymásra épülő, de önállóan, egyes egységekben is elvégezhető fotográfus kurzusok végezhetők el: alapfokú fotográfus, haladó fotós és fotográfus mesterszak.

## Nyári tábor
A Szellemkép Alapítvány fennállása óta délutáni tanrendű iskolai oktatás mellett minden évben nyári tábort is szervez. A táborban eltölthető szakmai órák száma meghaladja az iskola egy félévnyi idejét.

## Fotográfusok
A Szellemkép Szabadiskola vezető tanárai részben a Szellemkép köréhez tartozó művészek, részben a hazai vizuális művészeti élet progresszív, szemléletében friss alkotói, akik egyben kiváló pedagógusok is: Balla Vivienne, Barta Zsolt Péter, Benkő Imre, Bozsó András, Brezina Zoltán, Déri Miklós, Drégely Imre, Fejér János, Hamarits Zsolt, Kása Béla, Kerekes Emőke, Kovács Melinda, Pályi Zsófia, Sióréti Gábor, Taskovics Dorka, Vancsó Zoltán, Vékás Magdolna, Zalka Imre fotográfusok, Miltényi Tibor, Szarka Klára esztéta, Szirányi István művészettörténész, Fuchs Lehel fotográfus, operatőr, a Szellemkép művészeti vezetője, Komár István filmrendező-operatőr, Csukás Sándor operatőr, Erdélyi János, Szekeres Csaba, Sopsits Árpád, Balogh Zsolt, Silló Sándor, filmrendező, Muhi Klára filmkritikus, Vajdovich Györgyi filmesztéta, szerkesztő